# Широкохвіст африканський
Широкохві́ст африканський (Catriscus brevirostris) — вид горобцеподібних птахів родини кобилочкових (Locustellidae). Мешкає в Африці на південь від Сахари.

## Таксономія
Раніше цей вид відносили до роду Широкохвіст (Schoenicola), однак за результатами молекулярно-генетичного дослідження, опублікованого у 2018 році, виявилось, що азійські та африканські широкохвости не є близькоспорідненими, незважаючи на їхню морфологічну подібність. Африканського широкохвоста було виділеного до монотипового роду Африканський широкохвіст (Catriscus).

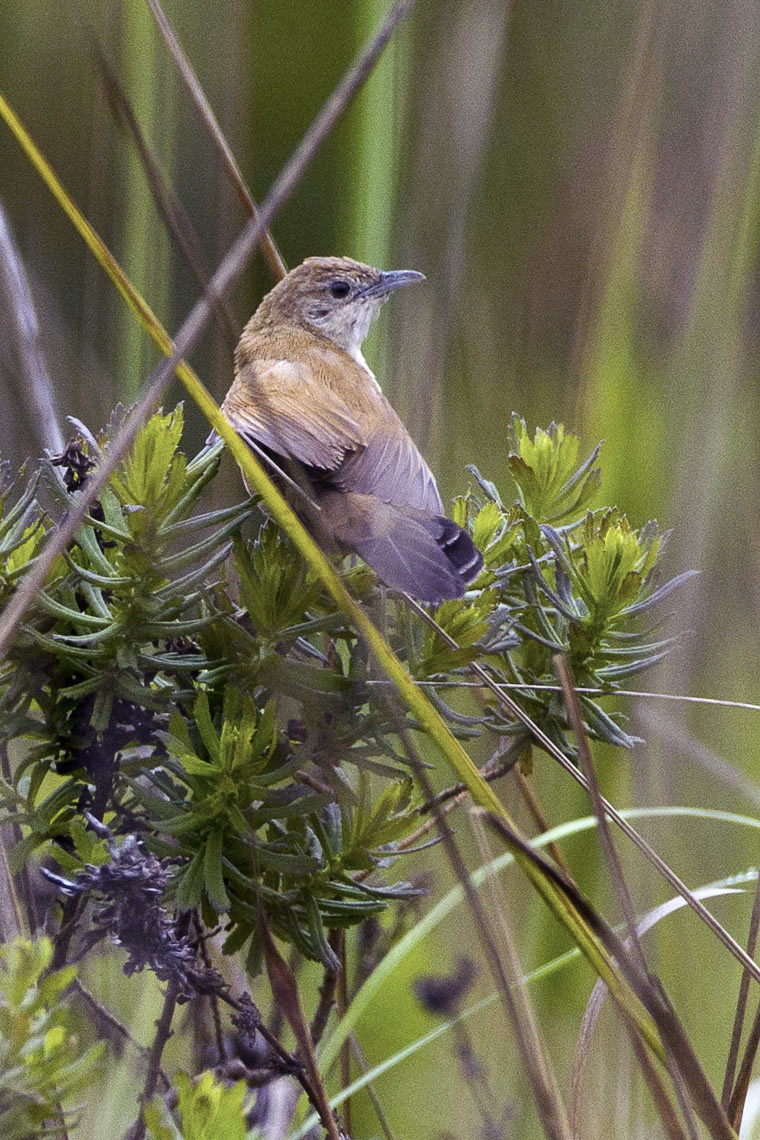
Африканський широкохвіст

### Підвиди
Виділяють два підвиди:
- C. b. alexinae (Heuglin, 1863) — поширений від Сьєрра-Леоне і Гвінеї до Ефіопії, Танзанії і Анголи;
- C. b. brevirostris (Sundevall, 1850) — поширений від Малаві і північно-західного Мозамбіку до сходу ПАР.

## Поширення і екологія
Африканські широкохвости живуть в саванах, на пасовищах і луках, зокрема на заплавних, на болотах, в чагарникових та очеретяних заростях на березах озер і річок. Зустрічаються на висоті від 350 до 2150 м над рівнем моря.